# Dywizjon 315

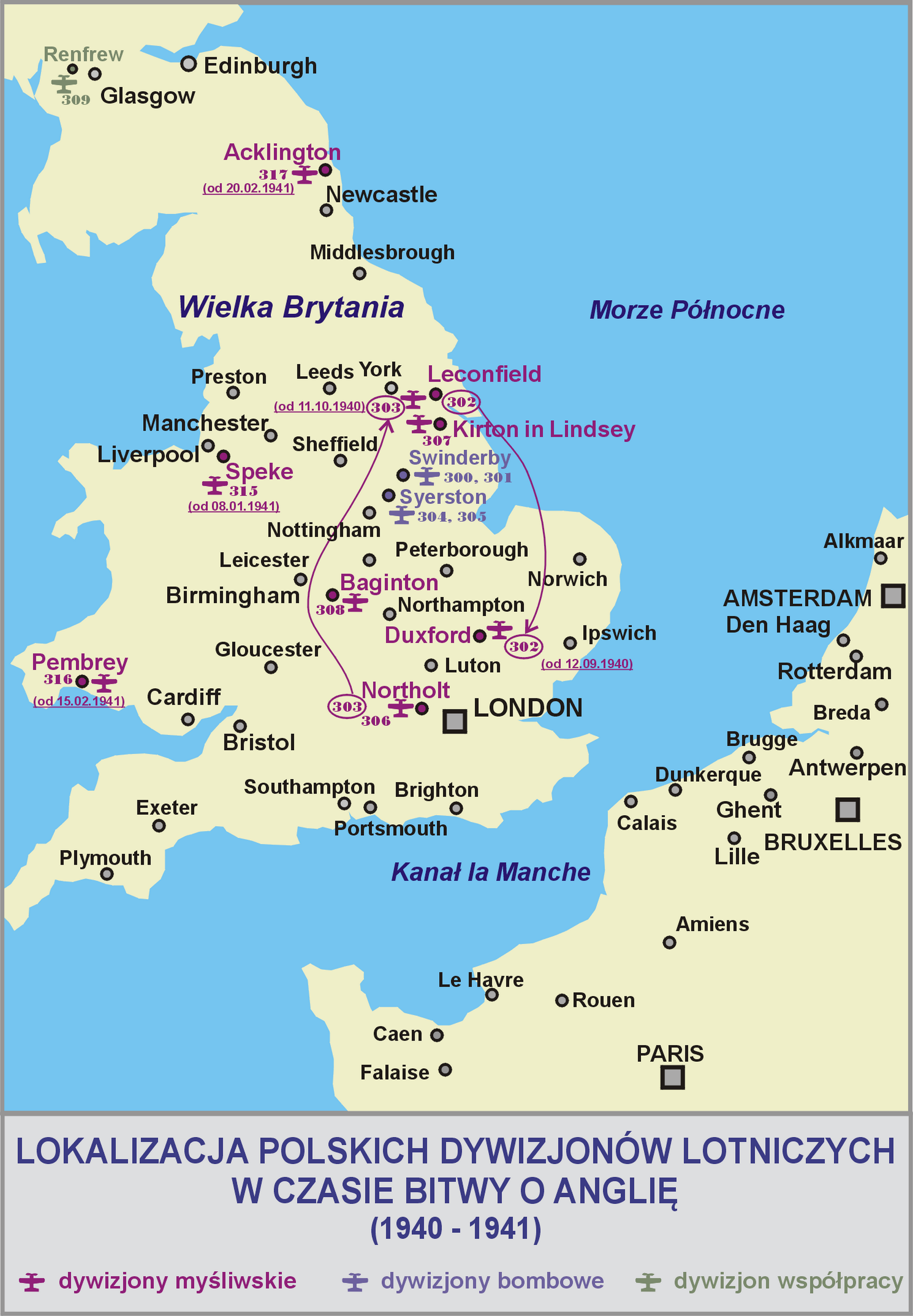

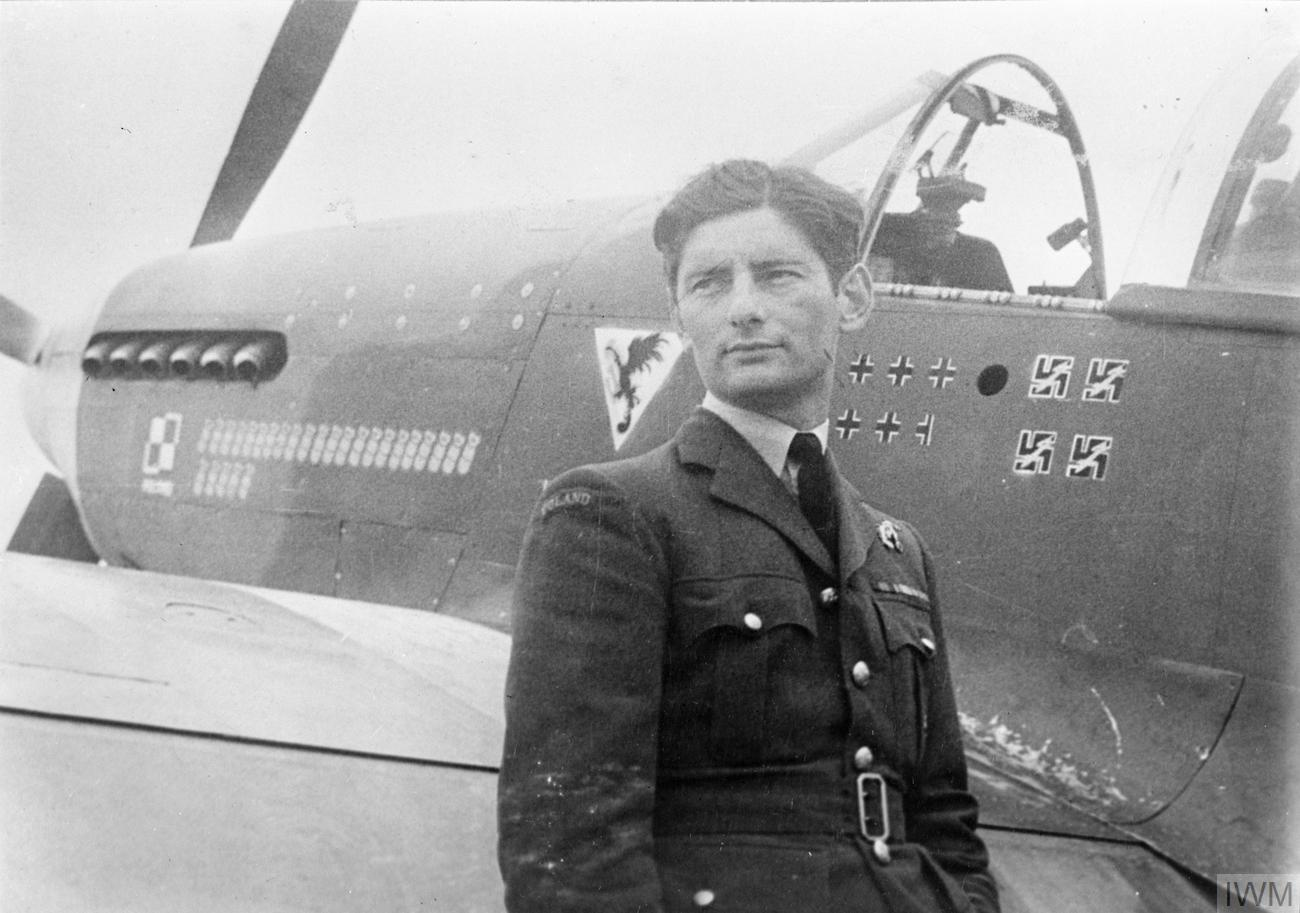
kpt. pil. Eugeniusz Horbaczewski

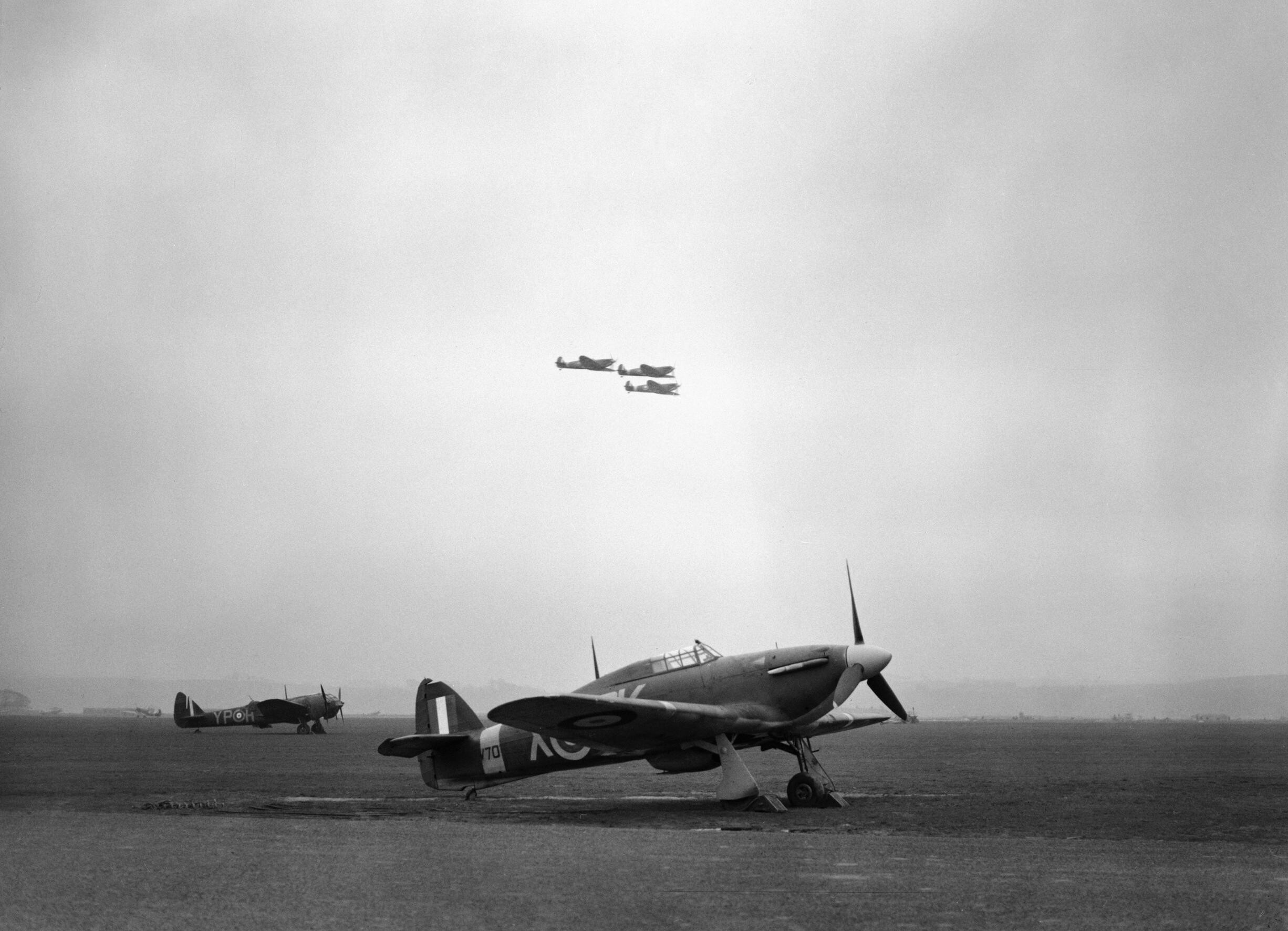
Samoloty dywizjonu

315 Dywizjon Myśliwski „Dębliński” – dywizjon lotnictwa myśliwskiego Polskich Sił Powietrznych.

## Formowanie i walki
- Dywizjon został sformowany 8 stycznia 1941 na lotnisku w Acklington. Personel pochodził przeważnie z Centrum Wyszkolenia Lotnictwa w Dęblinie. Dywizjon został wyposażony w samoloty typu Hawker „Hurricane” Mk-I.
- Gotowość bojową dywizjon osiągnął 13 marca 1941. W tym dniu został przeniesiony na lotnisko w Speke. Tam przystąpił do pełnienia dyżurów bojowych i osłony konwojów morskich na Morzu Irlandzkim[2].
- 27 marca, w czasie wykonywania zadań zderzyli się por. pil. Władysław Szulkowski i sierż. pil. Edward Paterek. Obaj piloci zginęli. Z lotu nad morzem nie wrócił do bazy ppor. pil. Tadeusz Hojden, a por. pil. Kazimierz Woliński zmuszony był do wodowania. Tego ostatniego uratowano.
- 14 lipca dywizjon został przeniesiony na lotnisko w Northolt. Tam otrzymał samoloty typu Supermarine „Spitfire” Mk-II i wszedł w skład 1 Polskiego Skrzydła Myśliwskiego.
- Zmienił się też charakter zadań. Dywizjon zaczął odbywać loty ofensywne nad Francję i Belgię.
- 9 sierpnia, w dwóch kolejnych lotach zaczepnych, nad Francją stoczono walki z niemieckimi myśliwcami. Piloci dywizjonu 315 zestrzelili na pewno dwa, prawdopodobnie trzy i uszkodzili trzy Me-109. W walkach zginęli ppor. pil. Jerzy Czerniak i sierż. pil. Andrzej Niewiara.
- 14 sierpnia, w czasie lotu ofensywnego nad St. Omer doszło do walki z około 30 Messerschmittami. Piloci dywizjonu zestrzelili na pewno siedem, prawdopodobnie jednego i jednego Me-109 uszkodzili. Strat nie poniesiono. 1 września przydzielono dywizjonowi samoloty typu Supermarine Spitfire Mk-VB. W tym okresie dosyć często dochodziło do walk z niemieckimi myśliwcami.
- 21 września został zestrzelony nad Francją i dostał się do niewoli dowódca dywizjonu mjr pil. Stanisław Pietraszkiewicz.
- 8 listopada kolejny dowódca dywizjonu, mjr. pil. Władysław Szcześniewski także dostał się do niewoli[3].
- 1 kwietnia 1942 dywizjon został przeniesiony na odpoczynek na lotnisko w Woodvale. Na lotnisko w Northolt wrócił dopiero 5 września. Tam wszedł z powrotem w skład 1 Skrzydła Myśliwskiego i rozpoczął loty ofensywne poza Kanał La Manche.
- Z początkiem października otrzymał bardziej nowoczesne samoloty typu Supermarine Spitfire Mk-IX[4].
- 2 czerwca 1943 dywizjon przeniesiono na lotnisko w Hutton Cranswiok, a już 6 lipca przeszedł na lotnisko Ballyhalbert w Irlandii Północnej. Stąd osłaniał konwoje na Morzu Irlandzkim oraz pełnił dyżury bojowe. Piloci latali wtedy na samolotach typu Spitfire Mk-V.
- 13 września dywizjon został przeniesiony na lotnisko w Heston i włączony w skład polskiego 133 Skrzydła Myśliwskiego w 18 Sektorze 84 Grupy Myśliwskiej 2 TAF z przeznaczeniem do działań na kontynencie europejskim.
- 15 sierpnia jednostkę wizytował Naczelny Wódz PSZ gen. Kazimierz Sosnkowski[5].
- W miesiącach jesienno-zimowych dywizjon szkolił się w zadaniach współpracy z wojskiem lądowym. Brał udział w licznych ćwiczeniach, ale i latał w osłonie bombowców, które to bombardowały wyrzutnie „V-1” oraz węzły kolejowe we Francji i Belgii[4].
- 26 marca 1944 dywizjon otrzymał samoloty typu North American Mustang Mk-III, a 1 kwietnia przeniósł się na lotnisko polowe w Coolham. Lotnisko miało trawiasty pas startowy wyłożony stalową siatką, a samoloty były maskowane pod drzewami i przykrywane sztucznymi siatkami maskującymi.
- 6 czerwca dywizjon osłaniał wojska inwazyjne lądujące na plażach Normandii. Osłaniał też amerykańskie dywizje powietrznodesantowe w rejonie na północ od ujścia Vire, u nasady półwyspu Cotentin.
- 7 czerwca, w rejonie na zachód od Paryża, aż czterokrotnie napotkano niemieckie myśliwce. Piloci dywizjonu zestrzelili na pewno pięć Me-109 nie ponosząc strat.
- 12 czerwca, na południu od Caen, klucz dywizjonu zaskoczył siedem FW-190 i cztery z nich zestrzelił.
- 13 czerwca pewne zwycięstwo odniósł por. pil. Stefankiewicz, który zestrzelił jednego FW-190.
- 22 czerwca por. Stefankiewicz został zestrzelony przez niemiecką obronę przeciwlotniczą. Pilot zginął w nurtach Kanału.
- W tym też dniu zestrzelony został przez niemiecką artylerię i przymusowo wylądował w błotnistym terenie koło Cherbourga w/o Tadeusz Tamowicz. Dowódca dywizjonu kpt. Horbaczewski zaryzykował lądowanie na nie wykończonym jeszcze lotnisku amerykańskim, potem odszukał pilota, przetransportował na lotnisko i przewiózł cało do Anglii[6].
- 24 czerwca dywizjon napotkał niemiecką formację FW-190. W czasie walki piloci zestrzelili na pewno trzy samoloty i trzy uszkodzili. Zginął chor. Adamiak[7].
- W związku z nasilaniem się niemieckiego ataku bomb latających „V-1” na Londyn, 133 Skrzydło zostało wycofane z 2 TAF i skierowane do Air Defence of Great Britain – ADGB, a 315 dywizjon przeszedł na lotnisko w Brenzett. W sumie piloci dywizjonu zestrzelili 53 sztuki Fieseler Fi 103.
- W tym okresie wykonywano też loty na korzyść wojsk walczących na kontynencie. Dywizjon osłaniał wyprawy bombowe i zwalczał nieprzyjacielskie cele naziemne zarówno bombami, jak i z broni pokładowej.
- 30 lipca osłaniał wyprawę 48 „Beaufighterów” lecących do Norwegii. W odległości około 50 kilometrów od fiordów piloci zauważyli i zaskoczyli szyk niemieckich myśliwców Me-109 i FW-190. Po krótkiej walce zestrzelono sześć Me-109 i jednego FW-190 bez strat własnych. Jeden z pilotów napotkał nad brzegiem jeszcze jednego Me-110, zaatakował go i zestrzelił. Tego dnia konto zestrzałów dywizjonu wzrosło o osiem pewnych zwycięstw[7].
- 18 sierpnia dywizjon w pełnym składzie 12 „Mustangów” wystartował na samodzielne wymiatanie i ostrzeliwanie celów naziemnych po trasie: Dungeness – Le Touąuet – Cormeilles – Romilly, a w drodze powrotnej do Anglii atakowanie celów naziemnych. W rejonie Beauvais piloci zauważyli trzy grupy samolotów po około 20 FW-190.
- Wykorzystując zaskoczenie, polscy piloci zestrzelili na pewno 16 FW-190, prawdopodobnie 1 i uszkodzili 3. Kiedy piloci zawracali do Anglii, w nieznanych okolicznościach zginął dowódca dywizjonu kpt. pil. Eugeniusz Horbaczewski. Za tę zwycięską walkę Naczelny Wódz PSZ gen. broni Kazimierz Sosnkowski nadał pośmiertnie kpt. pil. Eugeniuszowi Horbaczewskiemu Złoty Krzyż Virtuti Militari, a władze angielskie nadały mu Distinguished Service Order[8].
- W październiku dywizjon został przesunięty na lotnisko w Andrews Field, a potem na lotnisko w Peterhead w Szkocji i latał w osłonie „Beaufighterów”[9].
- 7 grudnia, dywizjon osłaniał wyprawę „Beaufighterów” udającej się w rejon norweskiego portu Trondheim. Stoczono tam walkę z 15 Me-109 i FW-190. Zniszczono na pewno 6 samolotów. Zginął por. pil. Andrzej Czerwiński.
- 16 stycznia 1945 dywizjon został przeniesiony na lotnisko w Andrews Field, na południe Anglii. Tu wszedł w skład 133 Skrzydła i od tego czasu ubezpieczał wyprawy bombowe nad Niemcy oraz zwalczał cele naziemne na terenie Holandii i Niemiec.
- 25 kwietnia dywizjon wykonał swój ostatni lot bojowy uczestnicząc w osłonie 255 „Lancasterów”, które zbombardowały siedzibę Hitlera w Berchtesgaden.
- 315 Dywizjon Myśliwski „Dębliński” został rozwiązany 6 grudnia 1946[10].

## Żołnierze dywizjonu
| Dowódcy dywizjonu |                           |                      |
| Dowódcy polscy    |                           |                      |
| Stopień           | Imię i nazwisko           | Okres                |
| mjr               | Stanisław Pietraszkiewicz | 21 I – 21 IX 1941    |
| kpt               | Władysław Szczęśniewski   | 21 IX – 8 XI 1941    |
| mjr               | Stefan Janus              | 8 XI – 6 V 1942      |
| mjr               | Mieczysław Wiórkiewicz    | 6 V – 25 IX 1942     |
| kpt.              | Tadeusz Sawicz            | 25 IX – 16 IV 1943   |
| kpt.              | Jerzy Popławski           | 16 IV – 15 II 1944   |
| kpt.              | Eugeniusz Horbaczewski    | 15 II – 18 VIII 1944 |
| kpt.              | Tadeusz Andersz           | 18 VIII – 6 IV1945   |
| kpt.              | Władysław Potocki         | 6 IV – II 1946       |
| kpt.              | Jan Siekierski            | II – 6 XII 1946      |
| Dowódcy brytyjscy |                           |                      |
| s/ldr             | H. D. Cooke               |                      |

Piloci
- Michał Cwynar
- Jakub Bargiełowski
- Stanisław Blok
- Marian Jankiewicz
- Henryk Pietrzak
- Bogdan Śmidowicz
- Francis „Gabby” Gabreski – „gościnnie” w okresie XI 1942-II 1943; wykonał 20 lotów bojowych

## Samoloty dywizjonu
Etat dywizjonu przewidywał 12 samolotów. Były to:
- Hawker Hurricane Mk-I – od lutego 1941
- Supermarine Spitfire Mk-IIA i IIB – od 15 lipca 1941
- Supermarine Spitfire Mk-VA, VB i VC – od 1 grudnia 1941
- Supermarine Spitfire Mk-IXC i Mk-IXB – od 1 października 1942
- Supermarine Spitfire Mk-VB – od 1 czerwca 1943
- North American Mustang Mk-III – 26 marca 1944

## Lotniska bazowania

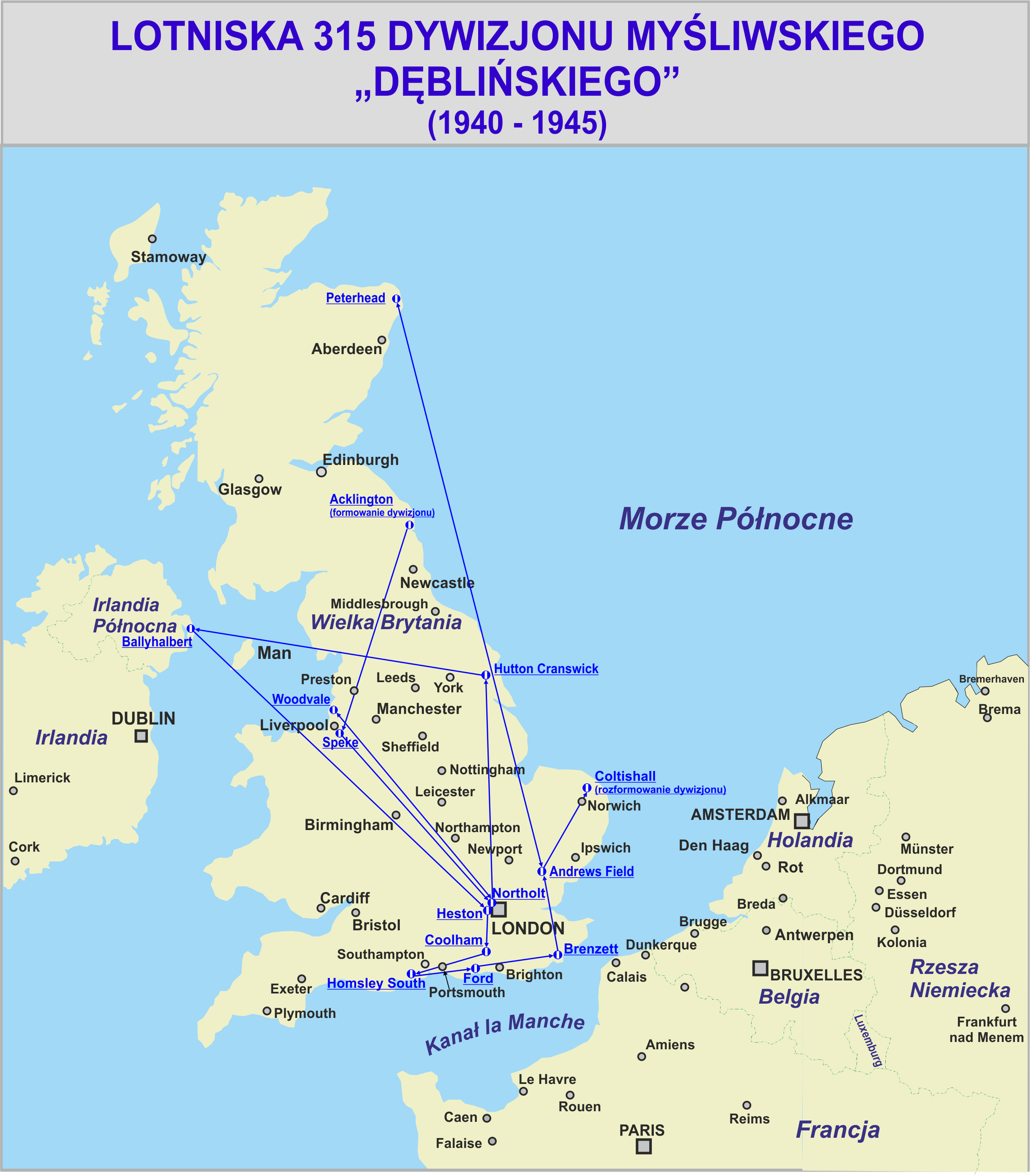

| Lotniska bazowania |                      |               |                     |       |
| Lotnisko           | Okres                |               | Lotnisko            | Okres |
| Acklington         | 8 I – 13 III 1941    | Coolham       | 1 IV – 22 VI 1944   |       |
| Speke              | 13 III – 14 VII 1941 | Homsley South | 22 VI – 26 VI 1944  |       |
| Northolt           | 14 VII – 1 IV 1942   | Ford          | 26 VI – 10 VII 1944 |       |
| Woodvale           | 1 IV – 5 IX 1942     | Brenzett      | 10 VII – 10 X 1944  |       |
| Northolt           | 5 IX – 2 VI 1943     | Andrews Field | 10 X – 30 X 1944    |       |
| Hutton Cranswick   | 2 VI – 6 VII 1943    | Peterhead     | 30 X – 16 I 1945    |       |
| Ballyhalbert       | 6 VII – 13 IX 1943   | Andrews Field | 16 I – 10 VIII 1945 |       |
| Heston             | 13 IX – 1 IV 1944    | Coltishall    | 10 VIII –           |       |

## Symbole dywizjonu
Odznaka dywizjonu
Za odznakę dywizjonu przyjęto odznakę 112 eskadry myśliwskiej. Zatwierdzona została w Dzienniku Rozkazów Naczelnego Wodza nr 4 z 10 października 1943. Na tarczy w kształcie trójkąta, pokrytej białą emalią, widnieje wizerunek czarno emaliowanego walczącego koguta. Łapy i kontury srebrne, grzebień i korale z czerwonej emalii. W prawym górnym rogu srebrny numer 315.
Odznaka jednoczęściowa wykonana w białym metalu, emaliowana, na rewersie nazwa firmy JR GAUNT LONDON i numer nadania. Wymiary: 23x20 mm, Wykonanie: Firma Gaunt and Son – London.

Wersje:
1. drobne różnice w rysunku koguta
2. wykonana w tombaku, numerowana na rewersie, obok podkładka
3. bez numeru i nazwy firmy

- Święto dywizjonu – obchodzono 14 sierpnia na pamiątkę wielkiego zwycięstwa odniesionego nad myśliwcami niemieckimi w 1941[2]
- Szalik – do stroju lotniczego piloci nosili szaliki jedwabne koloru niebieskiego[2].
- Znaki rozpoznawcze – znakami rozpoznawczymi dywizjonu były litery PK namalowane po obu stronach kadłuba samolotów[2].